# La famiglia Spaghetti
Spaghetti Family è una serie televisiva Italiana britannica a disegni animati ideata da Bruno Bozzetto e prodotta da The Animation Band e Rai Fiction nel 2004-2006; si compone di centocinquantasei episodi e di tre stagioni e dura ventidue minuti.
Questo cartone animato è stato premiato con il premio Pulcinella nell'edizione del 2003 del Cartoons on the Bay, come "miglior serie televisiva per tutti i pubblici".
La serie parla della quotidianità, ironizzando sulle difficoltà della famiglia moderna, ed estremizzando le varie vicissitudini.
In Italia è stata trasmessa su Rai 3 durante il 2003 mentre repliche stanno andando in onda su Rai YoYo dal 11 agosto 2011.

## Personaggi principali e doppiatori
- Poldo Spaghetti - Il padre della famiglia, che dirige con poco polso; Poldo ha 45 anni, è dirigente della ditta Spapo (Spaghetti-Poldo), ed è entusiasta del suo lavoro. In casa però è un'altra cosa: Poldo vorrebbe rilassarsi, ma con una famiglia così numerosa riuscirvi sembra un'impresa impossibile. Molto bravo nel suo lavoro, Poldo è però inetto ai lavori domestici e al fai-da-te, ed in più gli scappa la pazienza facilmente. In alcune occasioni esclama <<Governo ladro>> Voce: Oliviero Dinelli.
- Marta Spaghetti - Moglie di Poldo e madre dei ragazzi, è una signora di 43 anni molto apprensiva nei confronti dei suoi figli, nonché instancabile lavoratrice nei lavori domestici, specialmente nel cucinare gli spaghetti che il marito Poldo adora. Voce: Roberta Greganti.
- Silvio Spaghetti - Il maggiore dei figli è un tipo vanesio sempre attento al suo aspetto fisico, appassionato di computer, palestra, ragazze; ha 21 anni ed è uno studente di psicologia all'università, ma non è molto studioso. Voce: Alessandro Vanni
- Marisa Pennette - È una bambina di 4 anni e è spaventosa. Indossa un gilet viola,pantaloni viola e stivali neri/viola con le suole nere. Voce: Barbara Pittoti.
- Anna & Irma Spaghetti - Poche volte queste due sorelle gemelle vengono chiamate per nome; per tutti sono semplicemente "le gemelle"; hanno 12 anni e sono appassionate di animali e di musica. Sono poco studiose, e amano rimbeccare gli altri; molto spesso parlano e agiscono all'unisono, nonostante le differenze di carattere. Irma invece è quella che porta gli occhiali; Voce: Letizia Ciampa

## Episodi
| Stagioni                   | Episodi | Prima TV  |
| -------------------------- | ------- | --------- |
| 1 (2004) 2 (2005) 3 (2006) | 52/52   | 2004-2006 |

## Distribuzione
I DVD sono stati distribuiti nel 2004 dalla Mondo Home in 4 volumi con il titolo internazionale Spaghetti Family.